# Alai-Tal
Das Alai-Tal (kirgisisch Алай өрөөнү) ist ein breites Hochgebirgstal im  Oblus Osch im äußersten Süden der zentralasiatischen Republik Kirgisistan. Es liegt in den beiden Bezirken Alai und Tschong-Alai und erstreckt sich auf insgesamt 180 km Länge von Osten nach Westen zwischen dem Alai-Gebirge in Kirgisistan im Norden und der zum Pamir gehörenden Transalai-Kette mit dem 7134 m hohen Pik Lenin in Tadschikistan im Süden.

## Geschichtliches
Das Alai-Tal wurde im Jahre 1876 vom seit 1853 in Zentralasien expandierenden Russischen Reich besetzt, nachdem das Khanat von Kokand am 19. Februar 1876 endgültig annektiert worden war. Der Nordteil des kirgisischen Siedlungsgebiets war bereits zwischen 1855 und 1863 erobert worden. Mit der Besetzung des Alai-Tals war das gesamte Gebiet der heutigen Republik Kirgisistan Teil des Russischen Reichs geworden.

## Das Tal
Der Talgrund liegt auf einer Höhe von 2500 bis 3500 m und ist bei Sarytasch, wo der Pamir Highway das Tal durchquert, etwa 40 km breit. Im Westen verengt es sich auf den letzten 40 km allmählich und wird hügelig bis bergig, bis es bei der kleinen, zur Gemeinde Jekendi gehörigen Siedlung Karamyk an der Grenze zwischen Kirgisistan und Tadschikistan endet. Im Osten steigt der Talgrund zum vergleichsweise niedrigen Tongmurun-Pass an und erstreckt sich dann noch einmal weiter bis etwa 8 km westlich von Irkeschtam, der Grenzstation zum chinesischen Xinjiang.
Das Tal wird in nahezu seiner gesamten Länge, ausgenommen die östlichen 30 km, an seiner Nordflanke vom Kysylsuu durchflossen, der östlich von Sarytasch im Alai-Gebirge entspringt und nach Westen abfließt. Insbesondere zur Zeit der Schneeschmelze wird er von zahlreichen Nebenflüssen, darunter der Altyndara, gespeist und breitet sich dabei in seinem breiten Geröllbett aus. Er verlässt das Tal am Karamyk-Pass durch eine Schlucht nach Tadschikistan, wo er Surchob genannt wird und sich später mit dem Muksu zum Surchob vereinigt. Der kleinere Teil des Tals östlich des Tongmurun-Passes wird vom anfangs ebenfalls Kysylsuu genannten Fluss Kysylsuu entwässert, der an der Nordflanke der Transalai-Kette entspringt und an Irkeschtam vorbei nach Xinjiang und Kaschgar fließt. Zur Unterscheidung der beiden Flüsse spricht man in Kirgisistan gelegentlich auch vom westlichen Kysylsuu und östlichen Kysylsuu.

## Verkehrsanbindung

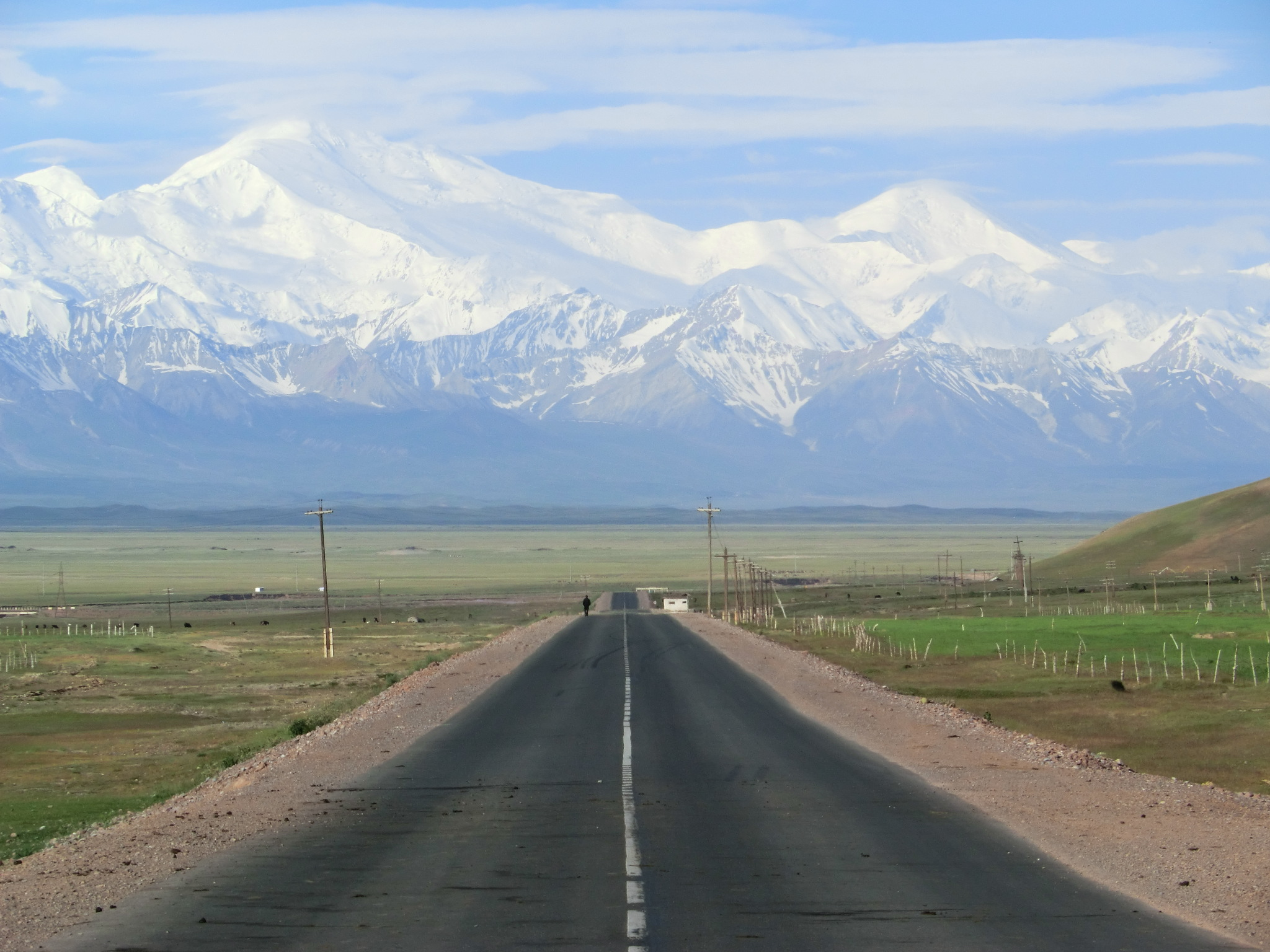
Das Alai-Tal mit dem Pik Lenin, von Sarytasch gesehen

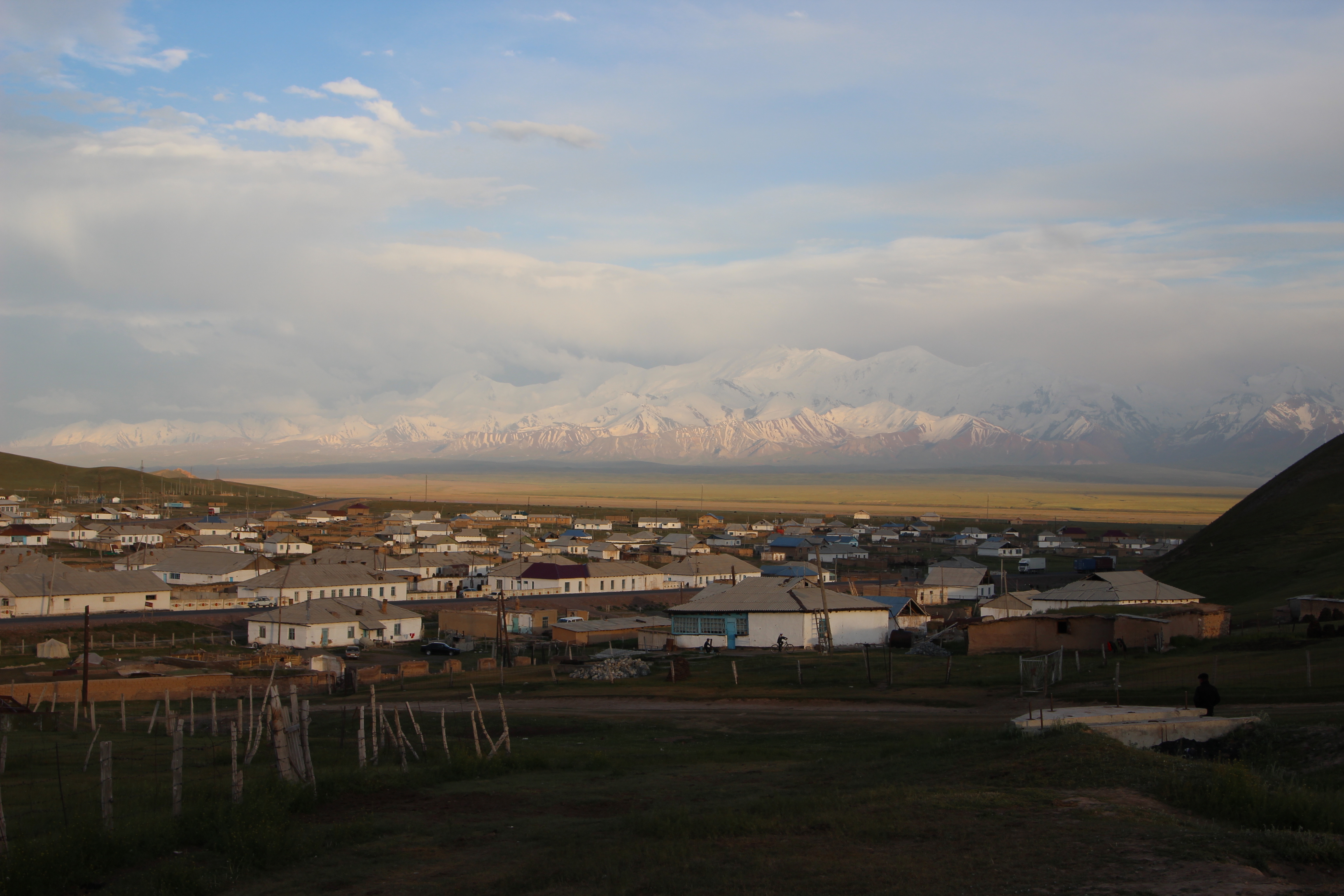
Sarytasch, das Alai-Tal und die Transalai-Kette

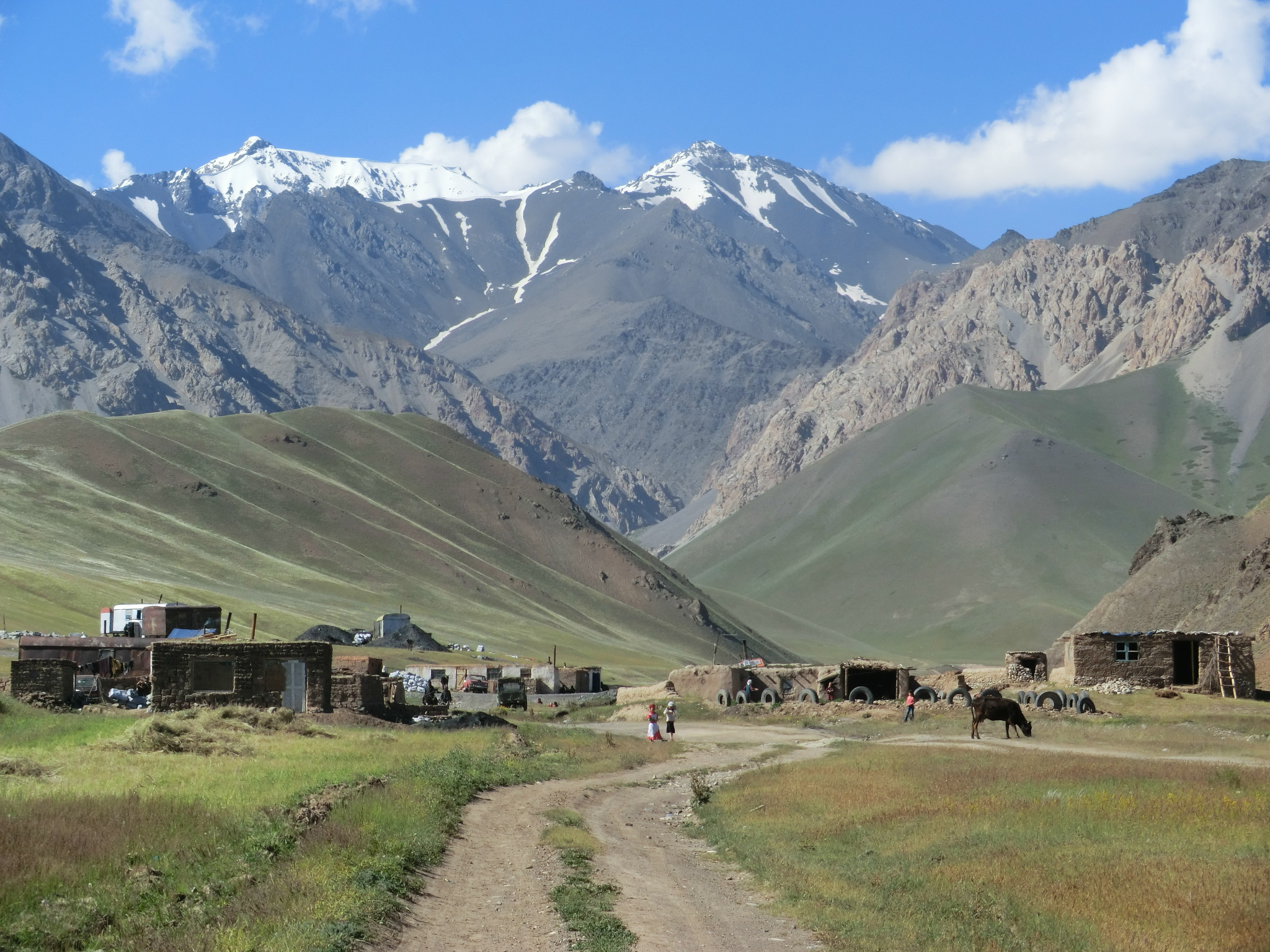
Blick vom Dschiptik-Tal, einem Seitental des Alai-Tals, nach Norden auf die Alai-Kette

Durch das Tal führte einst ein Zweig der Seidenstraße. Heute verlaufen auf dieser Trasse die Straßen A 371 und A 372, die seit 2012 zweispurig asphaltiert sind. Der 2006 begonnene Ausbau wurde von der Asiatischen Entwicklungsbank und der Islamischen Entwicklungsbank finanziert. Die A 371 ist das östliche Ende der Europastraße 60. Sie zweigt in Sarytasch vom Pamir Highway nach Osten ab und erreicht nach Überqueren des 3723 m hohen Irkeschtam-Passes bei Irkeschtam, 78 km westlich von Sarytasch, die chinesische Grenze. Die A 372 zweigt etwa 2,5 km südwestlich von Sarytasch vom Pamir Highway nach Westen ab und verläuft dem Kysylsu folgend insgesamt 136 km durch das gesamte westliche Alai-Tal. Der Grenzübergang nach Tadschikistan am Karamyk-Pass an ihrem westlichen Ende ist nur für kirgisische und tadschikische Staatsbürger passierbar.
Das 1932 fertiggestellte Teilstück des Pamir Highways vom kirgisischen Osch im Ferghanatal nach Chorugh in Berg-Badachschan im äußersten Osten Tadschikistans durchquert das Alai-Tal von Norden über den 3615 m hohen Taldyk-Pass und Sarytasch kommend und verlässt es auf der südlichen Seite, wo die Straße in sehr schlechtem Zustand ist, über den 4250 m hohen Kyzyl-Art-Pass im Transalai an der Grenze zu Tadschikistan.

## Wirtschaft und Lebensbedingungen
Das Klima im Tal ist unwirtlich, mit langen und sehr kalten Wintern. Dies, die zum Ackerbau meist untauglichen Böden und die verkehrstechnische Abgeschiedenheit erklären das weitgehende Fehlen von dauerhaften Siedlungen. In dem das gesamte westliche Tal umfassenden Distrikt Tschong-Alai leben weniger als 25.000 Einwohner, verstreut in meist kleinen, in drei Gemeinden zusammengefassten Siedlungen am Südhang des Alai-Gebirges oder in den nördlichen windgeschützten Seitentälern. Lediglich einige wenige, wie der Hauptort Daroot-Korgon (ca. 5000 Einwohner), Dschasch-Tilek, Jekendi, Kysyleschme, Sary Mogul und Kabyk, haben eine gewisse Größe. Die Einwohner leben von der Viehzucht (Schafe, Ziegen, Rinder, Pferde, Kamele) und Weidewirtschaft. In den Sommermonaten kommen zusätzlich Hirten aus anderen Gegenden, auch aus Tadschikistan, mit ihren Familien und Herden ins Tal und auf die seitlichen Berghänge. Die harten Lebensbedingungen, Armut und das Fehlen anderer Arbeitsmöglichkeiten haben zur Abwanderung vieler Männer geführt, so dass in vielen Familien auch die Betreuung der Tiere auf den entlegenen Hochweiden in den Bergen inzwischen Aufgabe der Frauen ist.